# Apiotarsoides
Apiotarsoides is een geslacht van rechtvleugeligen uit de familie krekels (Gryllidae). De wetenschappelijke naam van dit geslacht is voor het eerst geldig gepubliceerd in 1931 door Lucien Chopard.

## Soorten
Het geslacht Apiotarsoides  is monotypisch en omvat slechts de volgende soort:
- Apiotarsoides semialatus (Chopard, 1931)